# Barry Corbin
Barry Corbin, all'anagrafe Leonard Barrie Corbin (Lubbock, 16 ottobre 1940), è un attore statunitense.

## Biografia
Figlio del giudice Kilmer Blaine Corbin, senatore dello Stato del Texas dal 1948 al 1956, e dell'insegnante Alma Scott, iniziò la carriera di attore negli anni sessanta come interprete shakespeariano, ed è oggi ricordato per aver vestito i panni di sceriffo, generale o altri autorevoli personaggi. Le generazioni più giovani lo ricordano come coach di una squadra liceale di basket, i Ravens, team di cui fanno parte Lucas e Nathan Scott, protagonisti della serie televisiva One Tree Hill (2003-2009).
Tra gli altri numerosi personaggi interpretati per la televisione, da ricordare quello dell'astronauta Maurice J. Minnifield nella serie Un medico tra gli orsi (1990-1995), grazie alla quale ottenne due candidature agli Emmy Awards come miglior attore non protagonista in una serie drammatica, e di Roscoe Brown nell'acclamata serie western Colomba solitaria (1989). Sul grande schermo, altri ruoli di rilievo furono quelli del Generale Beringer in Wargames - Giochi di guerra (1983), dello zio di John Travolta in Urban Cowboy (1980), dello sceriffo Harv in Critters 2 (1988) e dello sceriffo Joe Webster in Nessuno può sentirti (2001).
Corbin prese parte soprattutto a film western, dove diede prova della sua abilità nel cavalcare, affinata nel piccolo ranch in cui risiede in Texas e dal costante impegno nell'organizzazione di rodei di beneficenza.

## Filmografia parziale

### Cinema
- Urban Cowboy, regia di James Bridges (1980)
- Nessuno ci può fermare (Stir Crazy), regia di Sidney Poitier (1980)
- Fai come ti pare (Any Which Way You Can), regia di Buddy Van Horn (1980)
- Morti e sepolti (Dead & Buried), regia di Gary Sherman (1981)
- La notte in cui si spensero le luci in Georgia (The Night the Lights Went Out in Georgia), regia di Ronald F. Maxwell (1981)
- La ballata di Gregorio Cortez (The Ballad of Gregorio Cortez), regia di Robert M. Young (1982)
- Il più bel casino del Texas (The Best Little Whorehouse in Texas), regia di Colin Higgins (1982)
- Honkytonk Man, regia di Clint Eastwood (1982)
- Wargames - Giochi di guerra (WarGames), regia di John Badham (1983)
- I miei problemi con le donne (The Man Who Loved Women), regia di Blake Edwards (1983)
- Ritorno dalla quarta dimensione (My Science Project), regia di Jonathan R. Betuel (1985)
- Niente in comune (Nothing in Common), regia di Garry Marshall (1986)
- Il peso del ricordo (Permanent Record), regia di Marisa Silver (1988)
- Critters 2, regia di Mick Garris (1988)
- Chi è Harry Crumb? (Who's Harry Crumb?), regia di Paul Flaherty (1989)
- Ghost Dad - Papà è un fantasma (Ghost Dad), regia di Sidney Poitier (1990)
- The Hot Spot - Il posto caldo (The Hot Spot), regia di Dennis Hopper (1990)
- Tutto può accadere (Career Opportunities), regia di Bryan Gordon (1991)
- Curdled - Una commedia pulp (Curdled), regia di Reb Braddock (1996)
- Nessuno può sentirti (No One Can Hear You), regia di John Laing (2001)
- Avventura nello spazio (Race to Space), regia di Sean McNamara (2001)
- Hazzard (The Dukes of Hazzard), regia di Jay Chandrasekhar (2005)
- Beautiful Dreamer - La memoria del cuore (Beautiful Dreamer), regia di Terri Farley Teruel (2006)
- Non è un paese per vecchi (No Country for Old Men), regia di Joel ed Ethan Coen (2007)
- Nella valle di Elah (In the Valley of Elah), regia di Paul Haggis (2007)
- The Homesman, regia di Tommy Lee Jones (2014)
- Planes 2 - Missione antincendio (Planes: Fire & Rescue), regia di Bobs Gannaway (2014) – voce
- Killers of the Flower Moon, regia di Martin Scorsese (2023)

### Televisione
- Dallas – serie TV, 9 episodi (1979-1984)
- M*A*S*H – serie TV, episodio 9x07 (1981)
- Cuore e batticuore (Hart to Hart) – serie TV, episodio 3x20 (1982)
- American Playhouse – serie TV, episodio 1x25 (1982)
- Uccelli di rovo (The Thorn Birds), regia di Daryl Duke – miniserie TV (1983)
- Hill Street giorno e notte (Hill Street Blues) – serie TV, episodio 4x18 (1984)
- Squadriglia top secret (Call to Glory) – serie TV, 3 episodi (1984-1985)
- Fuga disperata (The Defiant Ones), regia di David Lowell Rich – film TV (1986)
- A-Team (The A-Team) – serie TV, episodio 4x17 (1986)
- Ai confini della realtà (The Twilight Zone) – serie TV, episodio 1x48 (1986)
- La signora in giallo (Murder, She Wrote) – serie TV, episodio 3x15 (1987)
- Matlock – serie TV, episodi 1x18-1x19 (1987)
- Signor presidente (Mr. President) – serie TV, episodio 1x05 (1987)
- Al di là del lago (The People Across the Lake), regia di Arthur Allan Seidelman – film TV (1988)
- Colomba solitaria (Lonesome Dove) – miniserie TV (1989)
- Quattro donne in carriera (Designing Women) – serie TV, episodio 3x18 (1989)
- Steven, 7 anni: rapito (I Know My First Name Is Steven), regia di Larry Elikann – miniserie TV (1989)
- Complotto al Cremlino (Red King, White Knight), regia di Geoff Murphy – film TV (1989)
- Amen – serie TV, episodio 4x09 (1989)
- Teddy Z – serie TV, episodi 1x03-1x09 (1989)
- Un medico tra gli orsi (Northern Exposure) – serie TV, 110 episodi (1990-1995)
- Murphy Brown – serie TV, episodio 8x08 (1995)
- Ellen – serie TV, episodio 3x20 (1996)
- Colombo (Columbo) – serie TV, episodio 10x11 (1997)
- I magnifici sette (The Magnificent Seven) – serie TV, episodio 1x02 (1998)
- Spin City – serie TV, episodio 3x04 (1998)
- JAG - Avvocati in divisa (JAG) – serie TV, episodio 4x06 (1998)
- The Drew Carey Show – serie TV, episodi 3x18-4x07 (1998)
- Oltre i limiti (The Outer Limits) – serie TV, episodio 4x06 (1999)
- Walker Texas Ranger – serie TV, episodio 8x08 (1999)
- Fuoco incrociato (Crossfire Trail), regia di Simon Wincer – film TV (2001)
- Mysterious Ways – serie TV, episodio 1x21 (2001)
- Reba – serie TV, episodio 1x11 (2002)
- Monte Walsh - Il nome della giustizia (Monte Walsh), regia di Simon Wincer – film TV (2003)
- One Tree Hill – serie TV, 90 episodi (2003-2007)
- The Closer – serie TV, 13 episodi (2007-2012)
- Psych – serie TV, episodio 3x06 (2008)
- Ben 10: Alien Swarm, regia di Alex Winter – film TV (2009)
- The Unit – serie TV, episodi 4x11-4x14 (2008-2009)
- Il demone dei ghiacci (Wyvern), regia di Steven R. Monroe – film TV (2009)
- Army Wives - Conflitti del cuore (Army Wives) – serie TV, episodio 6x01 (2012)
- Modern Family – serie TV, 3 episodi (2012-2014)
- Anger Management – serie TV, 100 episodi (2012-2014)
- Dallas – serie TV, episodio 2x09 (2013)
- Parenthood – serie TV, episodio 5x19 (2014)
- The Ranch – serie TV, 32 episodi (2016–2020)
- Young Sheldon – serie TV, episodio 2x15 (2019)
- Better Call Saul – serie TV, 3 episodi (2020)
- 9-1-1: Lone Star – serie TV, episodi 1x09-2x09-3x16 (2020-2022)
- Yellowstone – serie TV, episodio 4x05 (2021)

### Videogiochi
- Command & Conquer: Red Alert:Counterstrike (1997)
- Command & Conquer: Red Alert:The Aftermath (1997)
- Command & Conquer: Red Alert:Retaliation (1998)
- Command & Conquer: Red Alert 2 (2000)
- Command & Conquer:Yuri’s Revenge (2001)
- Command & Conquer: Red Alert Remastered (2020)

## Doppiatori italiani
Nelle versioni in italiano delle opere in cui ha recitato, Barry Corbin è stato doppiato da:
- Bruno Alessandro in One Tree Hill, Beautiful Dreamer - La memoria del cuore, The Closer, Psych, Non è un paese per vecchi, Nella valle di Elah, Blood & Oil, The Ranch
- Emilio Cappuccio in Un medico tra gli orsi, Modern Family (ep. 3x20)
- Paolo Lombardi in Fai come ti pare, Monte Walsh - Il nome della giustizia (ridoppiaggio)
- Renato Mori in The Big Easy, Solo
- Carlo Reali in Parenthood, 9-1-1: Lone Star (ep. 1x09, 2x09)
- Domenico Brioschi in Anger Management, 30 caffè per innamorarsi
- Franco Zucca in Better Call Saul, Young Sheldon
- Sergio Fiorentini in Urban Cowboy
- Ugo Maria Morosi in Honkytonk Man
- Mario Bardella in Wargames - Giochi di guerra
- Carlo Baccarini in Uccelli di rovo
- Michele Gammino in Niente in comune
- Silvio Anselmo ne La signora in giallo
- Gil Baroni in Ritorno dalla quarta dimensione
- Marcello Tusco in Critters 2
- Francesco Vairano in Chi è Harry Crumb?
- Sandro Sardone in Ghost Dad - Papà è un fantasma
- Giancarlo Padoan in Davy Crockett
- Giorgio Lopez in Nessuno può sentirti
- Dario De Grassi in Fuoco incrociato
- Toni Orlandi in Ben 10: Alien Swarm
- Mauro Bosco in Modern Family (ep. 5x23-5x24)
- Angelo Nicotra in Yellowstone
- Stefano Oppedisano in Tulsa King
- Elio Zamuto in 9-1-1: Lone Star (ep. 3x16)
- Pierluigi Astore in Killers of The Flower Moon

Da doppiatore è sostituito da:
- Bruno Alessandro in Planes 2 - Missione antincendio